# 帕拉軍工廠P14-45半自動手槍
帕拉軍工廠P14-45（英語：Para-Ordnance P14-45）是一系列由加拿大槍械製造商帕拉軍工廠（Para-Ordnance）於1980年代後期研製、生產及銷售的M1911半自動手槍的雙排彈匣型號之一，亦是有史以來第一款採用大容量雙排彈匣的M1911衍生型產品，發射.45 ACP口徑手枪子彈。

## 歷史
1980年代後期，多伦多的帕拉軍工廠開始銷售用於M1911A1手槍的“大容量轉換套件”，其中包括一個更寛大的握把，用於容納隨套件提供的雙排彈匣，使M1911手槍的彈匣容量從原來的7發增加一倍為14發；還有新型扳機組件，具有適當的尺寸變化，以適應加寬了的握把底把。隨著套件的成功，1990年，帕拉軍工廠開始自行生產其M1911手槍。
1999年，帕拉軍工廠還推出了其LDA純雙動扳機改進型。

## 名字之意
名字中的P為帕拉軍工廠（Para-Ordnance）、14為彈匣可裝14發子彈，45則是指.45 ACP。

## 概述
帕拉軍工廠P14-45事實上是柯爾特M1911政府型的仿製型，並修改其底把、裝上名為“大容量轉換件”的手槍附件以容納其14發可拆卸式雙排大容量彈匣，可以合理的價格完成所有事情。撞針上具有額外的保險，而“輕型雙動”（LDA）型時還會改為使用雙動操作扳機。該槍是以鋁合金（初期型）、碳鋼或不銹鋼等材料製成。
就像柯爾特M1911，帕拉軍工廠P14-45只有單動操作。它還具有海狸尾式握把保險、手動操作式拇指保險和撞針保險等功能。另外，專業定制型在彈匣插座具有喇叭狀擴口件，而黑色行動型則在套筒下、扳機護環前方的防塵蓋整合了一條MIL-STD-1913戰術導軌。

## 衍生型
帕拉軍工廠P14-45是該口徑的標準型號，當中分為以下衍生型：
- 專家型（Expert）：為14-45的基本型號，它具有5英寸比賽等級（英语：Match grade）的槍管、海狸尾式握把保險（英语：Safety (firearms)）、聚合物製握把，並且分為有黑色氮化物或不鏽鋼槍身表面。[3][4]
- 黑色行動型（Black Ops）：為14-45的戰術型，與專家型不同在於裝有一根傾斜的槍管、整體式附件導軌、Trijicon氚光瞄準具、兩手可控的拇指式手動保險、VZ操作者式機加製成的G10握把，並塗有离子键物理气相沉积塗層。[5]
- 專業定制型（Pro Custom）：為14-45的競賽型，裝有一根傾斜的槍管、可調節的瞄準具、兩手可控的拇指式手動保險，並與黑色行動型一樣，裝有G10握把和塗有离子键物理气相沉积塗層。[6]

此外還有著其半緊湊型P13-45（13發，全長200毫米和1,020克）、緊湊型P12-45（12發，全長180毫米和950克）和P10-45（10發，全長16.5毫米和880克）。
其他口徑包括.40 S&W的P16-40和9×19公釐帕拉貝倫彈的P18-9。

## 使用國

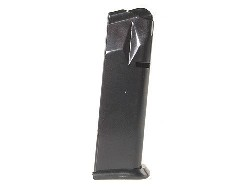
帕拉軍工廠P14-45的彈匣

- 美国
  - 部份地方警察部門

## 資料來源
1. 1 2  . Modern Firearms. 2010-10-22  [2018-08-09]. （原始内容存档于2021-03-03） （英国英语）.
2. ↑  . Personal Defense World. 2013-12-24  [2018-08-09]. （原始内容存档于2020-12-25） （美国英语）.
3. ↑  . para-usa.com.   [2018-08-09]. （原始内容存档于2018-08-11） （英语）.
4. ↑  . para-usa.com.   [2018-08-09]. （原始内容存档于2018-08-12） （英语）.
5. ↑  . para-usa.com.   [2018-08-09]. （原始内容存档于2018-08-04） （英语）.
6. ↑  . para-usa.com.   [2018-08-09]. （原始内容存档于2018-07-24） （英语）.

## 外部連結
- （英文）—Para USA makers of Custom P14-45
- （英文）—Modern Firearms—Para Ordnance P14-45 and LDA pistol （页面存档备份，存于）
- （英文）—Guns.com—Para USA P14-45 （页面存档备份，存于）
- （英文）—Personal Defense World.com—Para USA P14-45 | Gun Review （页面存档备份，存于）
- （简体中文）—D Boy Gun World（槍炮世界）—Para Ordnance公司 （页面存档备份，存于）